# Liste des ambassadeurs de France en Sierra Leone
La représentation diplomatique de la République française auprès de la république de Sierra Leone est située à l'ambassade de France à Conakry, capitale de la Guinée, et son ambassadeur est, depuis 2020, Marc Fonbaustier.

## Représentation diplomatique de la France
La Sierra Leone accède à l'indépendance du Royaume-Uni en 1961. La même année, la France nomme un ambassadeur à Freetown. En 1996, en pleine guerre civile, l'ambassade est fermée. Depuis cette date, c'est l'ambassadeur de France en Guinée qui est accrédité auprès du gouvernement de Conakry. En novembre 2002 a été nommé à Freetown, un chargé d'affaires, chef de l'antenne diplomatique située dans l'enceinte du Haut-commissariat britannique en Sierra Leone.

## Ambassadeurs de France en Sierra Leone
| De   | À    | Ambassadeur              |
| ---- | ---- | ------------------------ |
| 1961 | 1961 | M. Meunier               |
| 1961 | 1966 | Olivier Gassouin         |
| 1966 | 1968 | Lucien Lemoine           |
| 1968 | 1972 | Jean Fines               |
| 1972 | 1975 | André Mahoudeau-Campoyer |
| 1975 | 1978 | Jehan de Latour          |
| 1978 | 1981 | Victor Garès             |
| 1981 | 1985 | Jean Brouste             |
| 1985 | 1987 | Louis Dominici           |
| 1987 | 1990 | Michel Galas             |
| 1990 | 1994 | Jacques Nizart           |
| 1994 | 1997 | Jean-Claude Fortuit      |

| De   | À    | Ambassadeur                                    | Résidence |
| ---- | ---- | ---------------------------------------------- | --------- |
| 1997 | 1999 | Hadelin de La Tour du Pin Chambly de la Charce | Conakry   |
| 1999 | 2000 | Christophe Philibert                           | Conakry   |
| 2000 | 2003 | Denis Gauer                                    | Conakry   |
| 2003 | 2006 | Bernadette Lefort                              | Conakry   |
| 2006 | 2010 | Jean-Michel Berrit                             | Conakry   |
| 2010 | 2012 | Jean Graebling                                 | Conakry   |
| 2012 | 2016 | Bertrand Cochery                               | Conakry   |
| 2016 | 2020 | Jean-Marc Grosgurin                            | Conakry   |
| 2020 | auj. | Marc Fonbaustier                               | Conakry   |

## Consulats
Il existe une antenne diplomatique de l'ambassade de France en Guinée à Freetown, capitale de la Sierra Leone.